# ケイド・カバーリ
スティーブン・ケイド・カバーリ（Steven Cade Cavalli, 1998年8月14日 - ）は、アメリカ合衆国オクラホマ州タルサ出身のプロ野球選手（投手）。右投右打。MLBのワシントン・ナショナルズ所属。

## 経歴
高校時代に2017年のMLBドラフト29巡目（全体860位）でアトランタ・ブレーブスから指名されたが、契約せずにオクラホマ大学へ進学した。
2020年のMLBドラフト1巡目（全体22位）でワシントン・ナショナルズから指名されプロ入り。契約金は300万ドル。同年は新型コロナウイルスの影響でマイナーリーグの全試合が中止されたため、契約後は公式戦への出場はなかった。
2021年に傘下のA+級ウィルミントン・ブルーロックスでプロデビューし。シーズン途中にAA級ハリスバーグ・セネターズへ昇格。オールスター・フューチャーズゲームに選出された。その後、AAA級ロチェスター・レッドウイングスに　へ昇格した。この年は3球団合計で24試合に先発登板して7勝9敗、防御率3.36、175奪三振の成績を記録した。
2022年はAAA級ロチェスターで開幕を迎えた。8月26日にメジャー契約を結んでアクティブ・ロースター入りし、同日のシンシナティ・レッズ戦に先発登板してメジャーデビューを果たした。

## 詳細情報

### 年度別投手成績
| 年 度    | 球 団    | 登 板 | 先 発 | 完 投 | 完 封 | 無 四 球 | 勝 利 | 敗 戦 | セ 丨 ブ | ホ 丨 ル ド | 勝 率 | 打 者 | 投 球 回 | 被 安 打 | 被 本 塁 打 | 与 四 球 | 敬 遠 | 与 死 球 | 奪 三 振 | 暴 投 | ボ 丨 ク | 失 点 | 自 責 点 | 防 御 率 | W H I P |
| -------- | -------- | ----- | ----- | ----- | ----- | -------- | ----- | ----- | -------- | ----------- | ----- | ----- | -------- | -------- | ----------- | -------- | ----- | -------- | -------- | ----- | -------- | ----- | -------- | -------- | ------- |
| 2022     | WSH      | 1     | 1     | 0     | 0     | 0        | 0     | 1     | 0        | 0           | .000  | 23    | 4.1      | 6        | 0           | 2        | 0     | 3        | 6        | 0     | 0        | 7     | 7        | 14.54    | 1.85    |
| MLB：1年 | MLB：1年 | 1     | 1     | 0     | 0     | 0        | 0     | 1     | 0        | 0           | .000  | 23    | 4.1      | 6        | 0           | 2        | 0     | 3        | 6        | 0     | 0        | 7     | 7        | 14.54    | 1.85    |

- 2024年度シーズン終了時

### 年度別守備成績
| 年 度 | 球 団 | 投手（P） | 投手（P） | 投手（P） | 投手（P） | 投手（P） | 投手（P） |
| 年 度 | 球 団 | 試 合     | 刺 殺     | 補 殺     | 失 策     | 併 殺     | 守 備 率  |
| ----- | ----- | --------- | --------- | --------- | --------- | --------- | --------- |
| 2022  | WSH   | 1         | 1         | 0         | 0         | 0         | 1.000     |
| MLB   | MLB   | 1         | 0         | 0         | 0         | 0         | 1.000     |

- 2024年度シーズン終了時

### 記録
MiLB
- オールスター・フューチャーズゲーム選出  : 1回（2021年）

### 背番号
- 54（2022年）
- 24（2025年 - ）